# Amro Surag
Amro Surag (8 de abril de 1998) es un futbolista catarí que juega en la demarcación de centrocampista para el Al-Gharafa SC de la Liga de fútbol de Catar.

## Selección nacional
Tras jugar en las categorías inferiores, finalmente hizo su debut con la selección de fútbol de Catar el 7 de enero de 2023 en un encuentro de la Copa de Naciones del Golfo de 2023 contra Kuwait que finalizó con un resultado de 0-2 a favor del combinado catarí tras los goles de Ahmed Alaaeldin y del propio Surag.

## Clubes
| Club          | País  | Año   | Partidos | Goles |
| ------------- | ----- | ----- | -------- | ----- |
| Al-Gharafa SC | Catar | 2020- | 149      | 16    |